# Angelica Wallén
Angelica Birgitta Wallén, född 11 april 1986 i Sköns församling i Sundsvalls kommun, är en svensk tidigare handbollsspelare. Hon är högerhänt och spelade som niometersspelare, främst mittnia.

## Karriär
Angelica Wallén började karriären i Tibro men bytte till elitklubben Skövde HF 2005. Hon spelade sedan under fem år för Skövde och fick spela fem SM-finaler i rad. 2008 vann Angelica Wallén SM-guld med Skövde HF. Efter 2010 blev hon proffs i danska Team Esbjerg. Hon stannade där i tre år. Sen spelade hon två år för Randers HK men fick sedan inte förlängt kontrakt. Många trodde att utlandskarriären avslutades med ett år i Frankrike för Toulon Saint-Cyr Var HB. 2016/2017 spelade hon åter i Sverige nu för Skuru IK. Men det blev bara ett år i Skuru för Wallén flyttade 2017 åter till Danmark. Hon valde 2019 att stanna för ett tredje år i den klubben. Våren 2020 stod det klart att Wallén lämnade NFH och skulle anluta till  Odense Håndbold.Efter att ha vunnit DM-guld och blivit Cupmästare med Odense, lämnar Wallén klubben.  Hennes nya klubb blir IK Sävehof. Hon avslutade karriären 2022 med ett SM-guld tillsammans med IK Sävehof.
Landslagskarriären inleddes 2009 och vid EM 2010 var Wallén med och tog silver med Sveriges damlandslag. Hon fick inte spela VM 2011 men var tillbaka i EM-truppen 2012 liksom i OS-truppen 2012 i London. Hon var sedan borta ur landslaget flera mästerskap men i OS-kvalet 2016 presterade hon så bra att hon fick komma med truppen till Rio 2016. Däremot blev hon petad inför EM på hemmaplan 2016 och har inte spelat i landslaget sedan dess.

## Meriter
- SM-guld 2008 med Skövde HF och 2022 med IK Sävehof
- Dansk mästare 2021 med Odense Håndbold
- Dansk cupmästare 2019 Nykøbing Falster HK[14]
- Dansk Cupmästare 2020 med Odense Håndbold
- EM-silver 2010 med Sveriges landslag